# Hawaiian Acres
Hawáian Acres es un lugar designado por el censo ubicado en el condado de Hawái en el estado estadounidense de Hawái. En el año 2000 tenía una población de 1.776 habitantes y una densidad poblacional de 35.7 personas por km².

## Geografía
Hawáian Acres se encuentra ubicado en las coordenadas 19°32′56″N 155°3′21″O / 19.54889, -155.05583. Según la Oficina del Censo, la localidad tiene un área total de 49,8 km² (19,2 mi²), de la cual 49,8 km² (19,2 mi²) es tierra y 0 km² (0 mi²) (0%) es agua.

## Demografía
Según la Oficina del Censo en 2000 los ingresos medios por hogar en la localidad eran de $30.039, y los ingresos medios por familia eran $35.726. Los hombres tenían unos ingresos medios de $30.385 frente a los $24.375 para las mujeres. La renta per cápita para la localidad era de $16.242. Alrededor del 22.5% de las familias y del 28.1% de la población estaban por debajo del umbral de pobreza.